# ニュータウン川
ニュータウン川 (ニュータウンがわ、Newtown Creek) は、アメリカ合衆国ニューヨーク市のブルックリン区とクイーンズ区の境界の一部を形成している全長3.5-mile (6-kilometer)の小川（入り江）である。放水路として、この川はニューヨーク州とニュージャージー州の港湾 (en) の水域の中で最も利用されているものの一つであり、そのためアメリカで最も汚染された工業用地の一つとなっている。これは、長年に渡る廃棄毒素、グリーンポイント石油流出 (en) 事故などによる推計30米ガロン (0.11 m3)の流出油、ニューヨーク市の下水処理施設からの未処理下水、および1,491の地点からの他の蓄積物などによる。ニュータウン川は2009年9月にスーパーファンド (en) 用地の候補となり、2010年9月27日に正式登録された。

## 水路
ニュータウン川は、47th Streetおよびグランド・アベニュー (en) の交差点近く、クイーンズとブルックリンの境界上のEast BranchとEnglish Killsに分岐する地点北緯40度43分06秒 西経73度55分27秒 / 北緯40.718412度 西経73.924127度から始まっている。そして、ロング・アイランド・シティの2nd Streetと54th Avenueの地点北緯40度44分14秒 西経73度57分40秒 / 北緯40.73734度 西経73.96112度でイースト川（マンハッタンの26丁目ベルビュー病院 (en) の対岸）に流れ込む。この川沿いと、その支流ダッチ・キルス (Dutch Kills)、ホエール・クリーク (Whale Creek)、マスペス・クリーク (Maspeth Creek)、そしてイングリッシュ・キルス (English Kills) の沿岸は高密度に工業地帯化している。
その周辺の地区は完全に下水道が整備されているため、この川に流入する自然水は少量である。この川から流出する水量は年間14米ガロン (0.053 m3)で、合流式下水、都市流出水、未処理下水、および工業廃水を含んでいる。この川の大部分の水流は停滞しており、厚さ15フィート (4.6 m)（部分的には25フィート (7.6 m)）の汚染されたヘドロが川底に凝固している。
大部分が貨物線のロングアイランド鉄道のモントーク支線 (en) は、この入り江の北岸沿いを走っている。

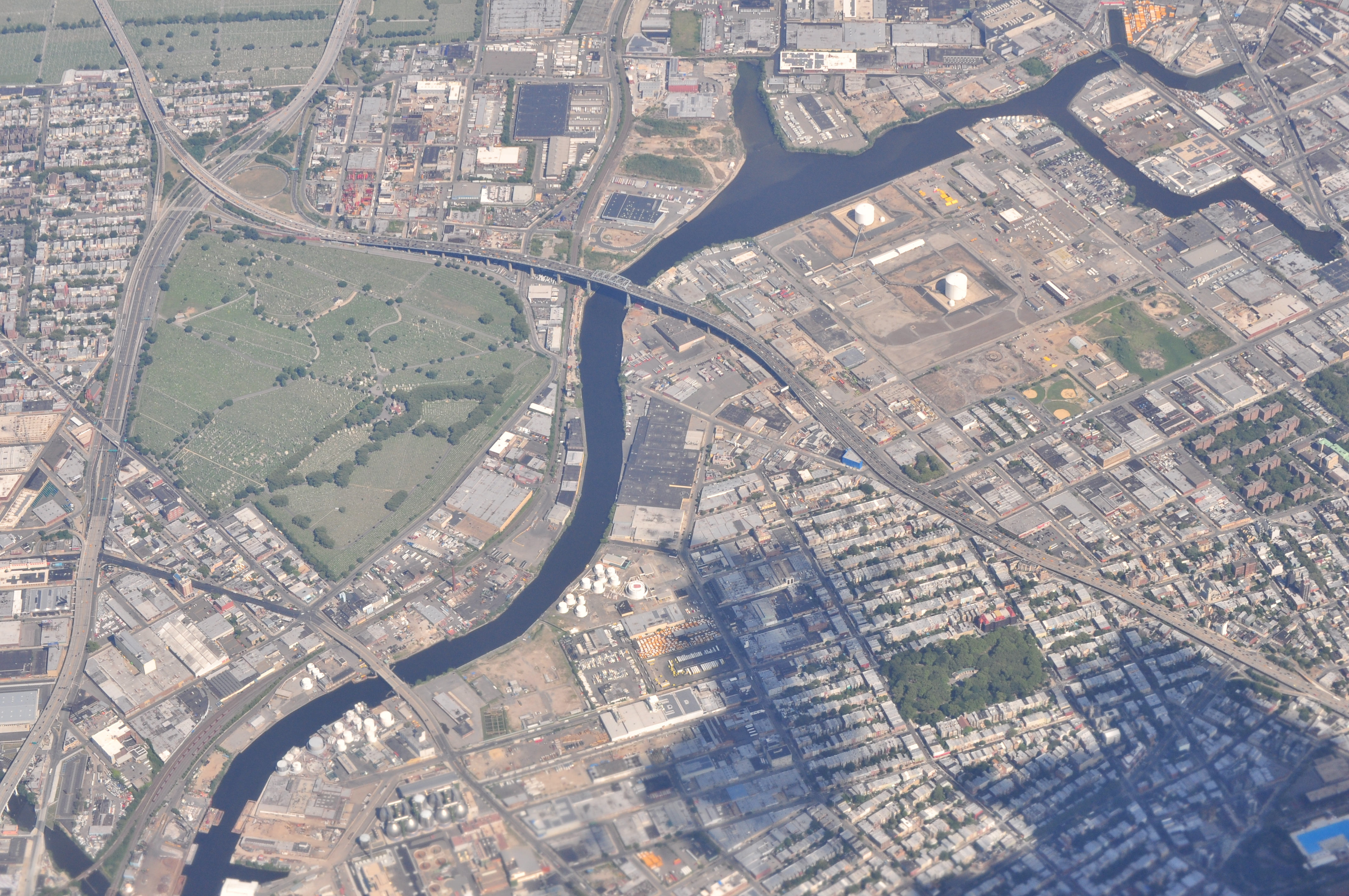
ニュートン川の航空写真（2013年）。東向きに撮影。

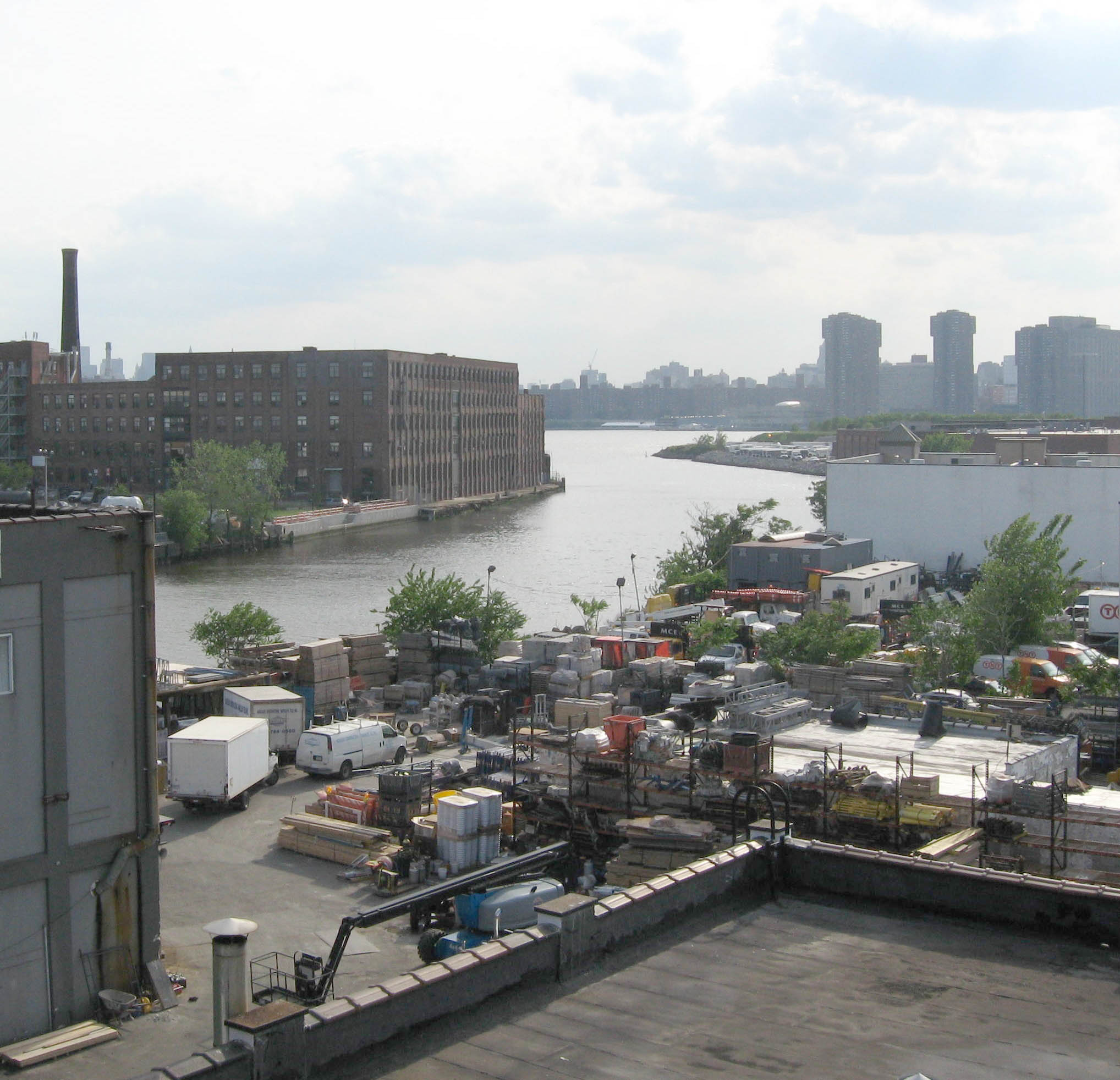
プラスキー 橋 (en) から見た河口。かつてはマンハッタン・アベニュー橋がマンハッタン・アベニュー (Manhattan Avenue) とヴァーノン・ブールヴァード (Vernon Boulevard) をつなぎ、河口付近に架かっていた。

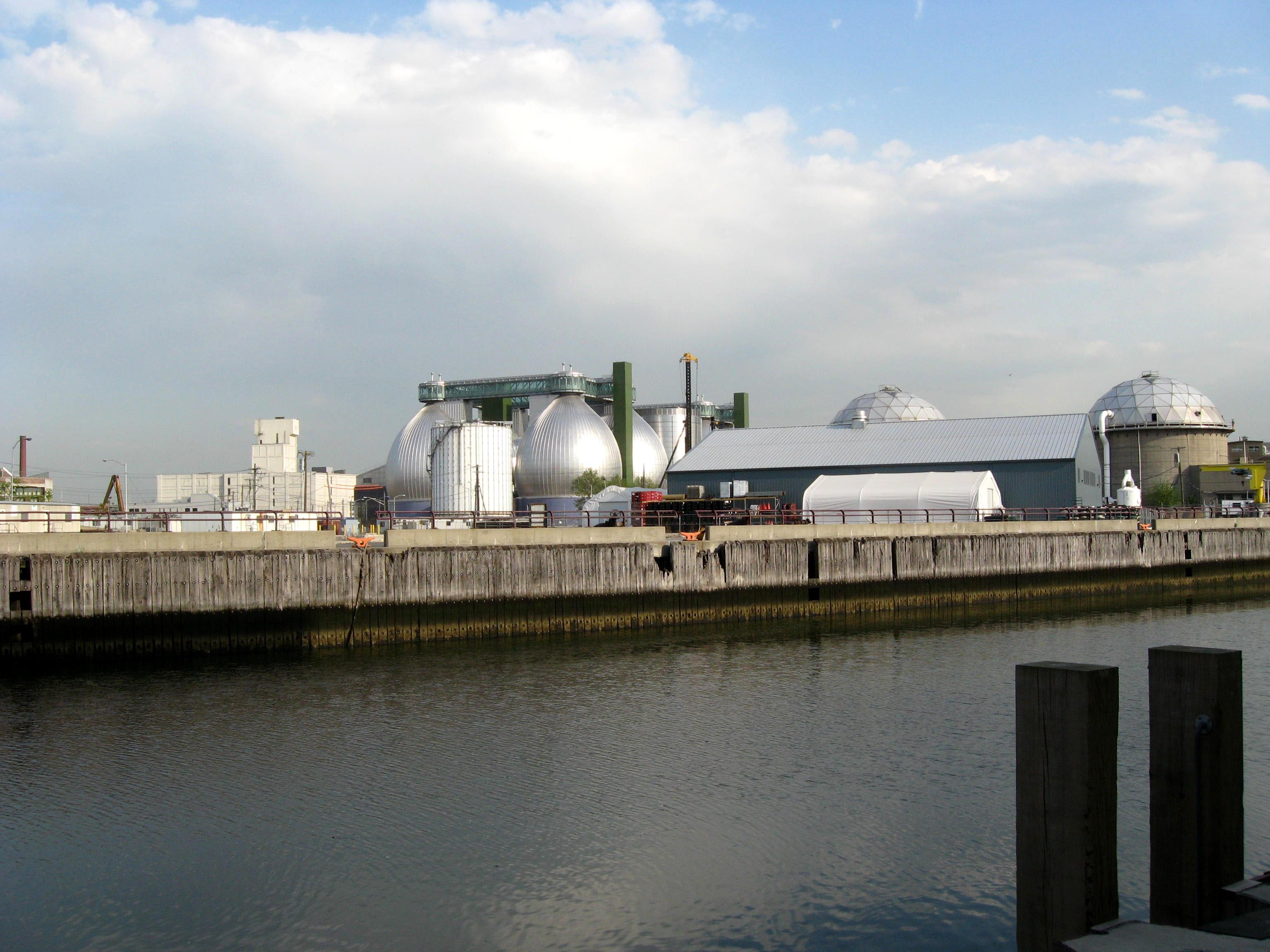
ニュータウン川のホエール川支流周囲は下水処理場となっている。そのdigester tank。

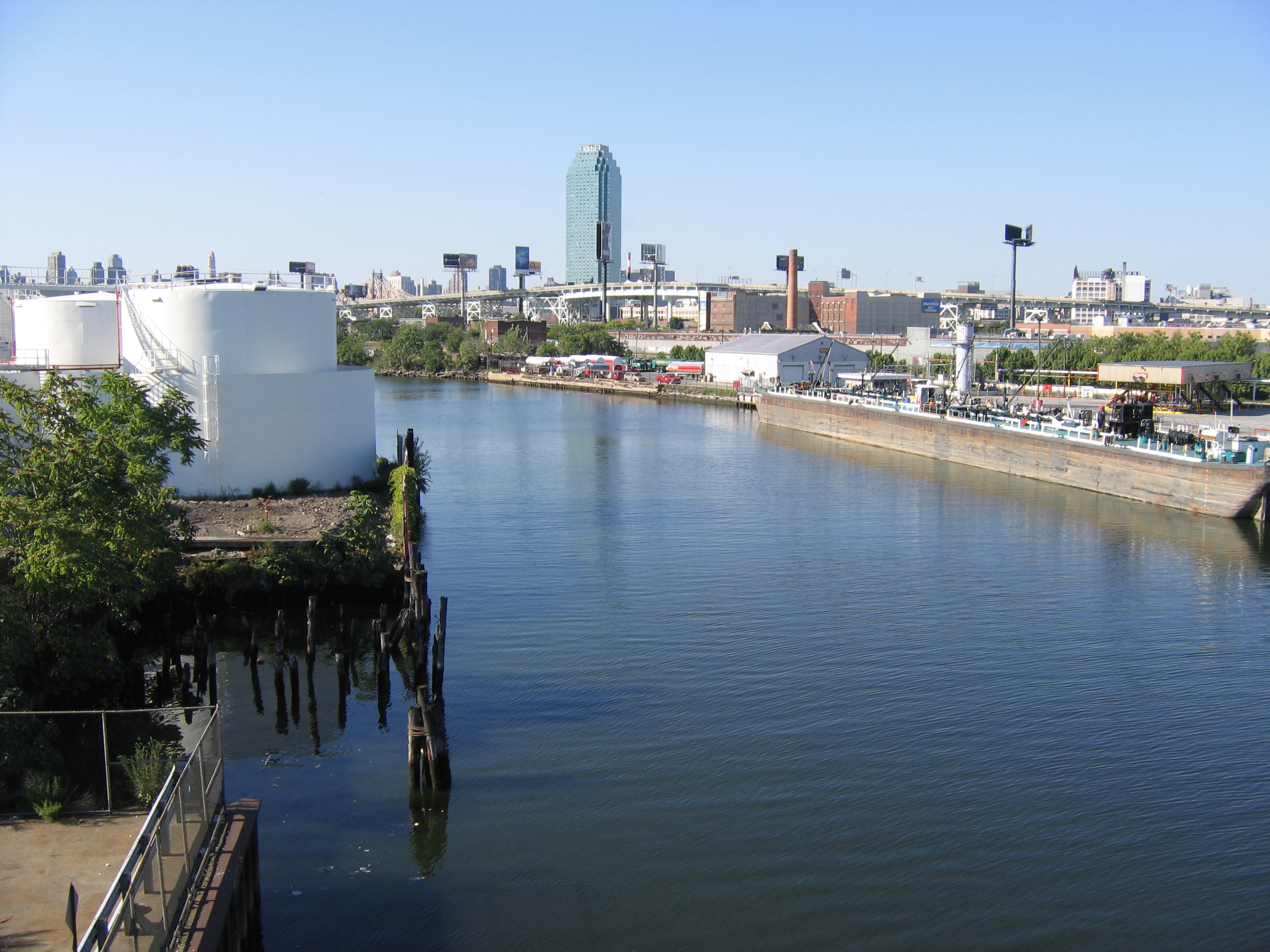
グリーンポイント・アベニュー橋から見たニュータウン川。

## 歴史
この川の名前は、オランダおよびイギリスからの定住者が現在のエルムハーストあたりに築いたNew Town (Nieuwe Stad) から付けられている。19世紀にその周囲の地区が都市化・工業化される以前は、ニュータウン川は現在よりも浅く長く、干満があり、島があるほどの広さもあった。この川は、現在のブルックリン区のブッシュウィック (en)、ウィリアムズバーグ (en)、グリーンポイント (en)、およびクイーンズ区のマスペス (en)、リッジウッド (en)、サニーサイド (en)、そしてロング・アイランド・シティ (en) を排水していた。
19世紀後半になると、この川は主要な工業用水路となり、現在でも深刻に汚染されている。

## 橋
ニュータウン川には、プラスキー 橋 (en)（1950年代にヴァーノン・アベニュー橋 (en) に置き換わった）、J. J. バーン・メモリアル橋 (en)（またはグリーンポイント・アベニュー橋）、そしてブルックリン・クイーンズ・エクスプレスウェイ (en) が走るコシチュシュコ橋 (en) が架けられている。この川やその支流に架かる橋のいくつかはその通り名がそのまま付けられている。例えば、グランド・ストリート橋 (en) やメトロポリタン・アベニュー (en) 橋である。